# Marskalk Baghramjanavenyn
Marskalk Baghramjanavenyn (armeniska: Մարշալ Բաղրամյան պողոտա: Marsjal Baghramjan poghota) är en aveny i distrikten Kentron och Arabkir i Armeniens huvudstad Jerevan. Avenyn har sitt namn efter den armenisk-sovjetiske marskalken Hovhannes Baghramjan (1897–1982). Mellan 1970 och 1995 hette den Vänskapsavenyn (armeniska: Բարեկամության պողոտա: Barekamutian poghota), ett namn vanligt förekommande i Sovjetunionen, för att här fira 50 års "vänskap" med dåvarande Armeniska SSR. Den 2,2 kilometer långa gatan går mellan Frankrikeplatsen i öster och Vänskapstorget i väster. 

## Byggnader med mera i urval
- Jerevans operahus
- Martiros Sarjanparken
- Frankrikeplatsen
- Aram Chatjaturjanmuseet, Zarobjangatan 3
- Armeniens grundlagsdomstol, nr 10
- Parlamentet, nr 19
- Armeniens vetenskapsakademi, nr 24
- Premiärministerns residens, nr 26
- De förälskades park
- Storbritanniens ambassad, nr 34
- American University of Armenia, nr 40p
- Marsjal Baghramjan, tunnelbanestation
- Barekamutiun, tunnelbanestation

## Bildgalleri

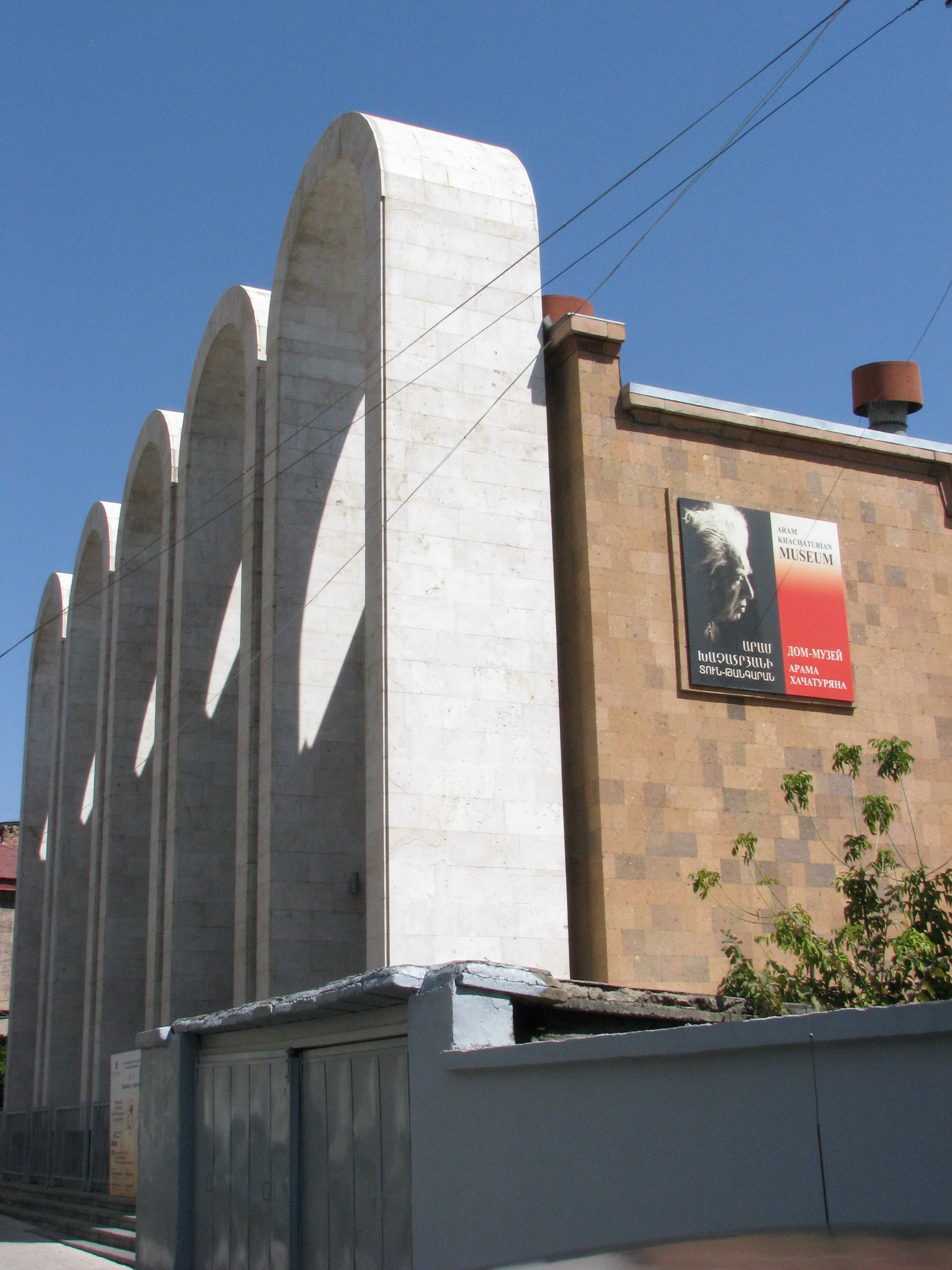
Aram Chatjaturjanmuseet
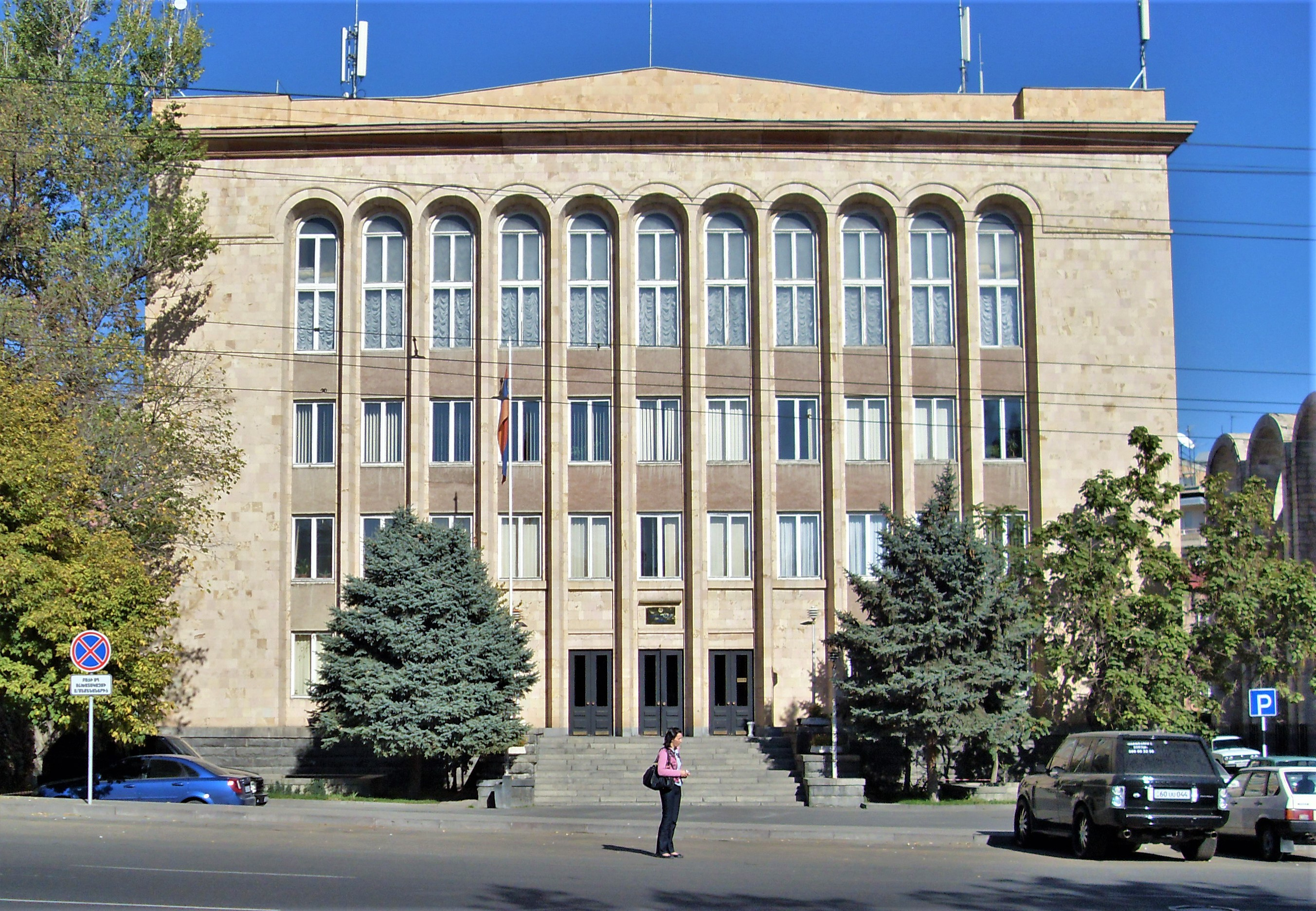
Armeniens grundlagsdomstol
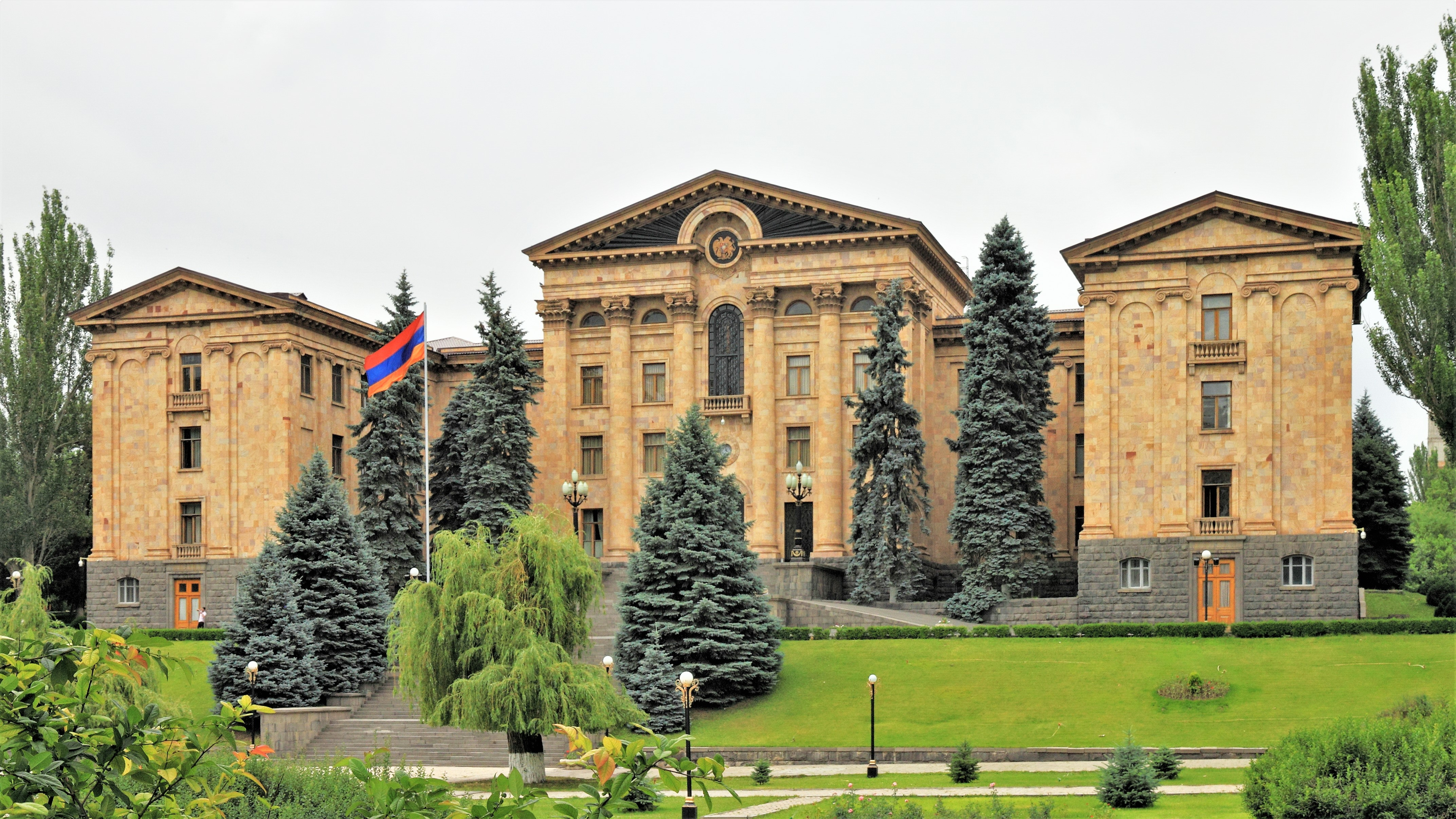
Parlamentet
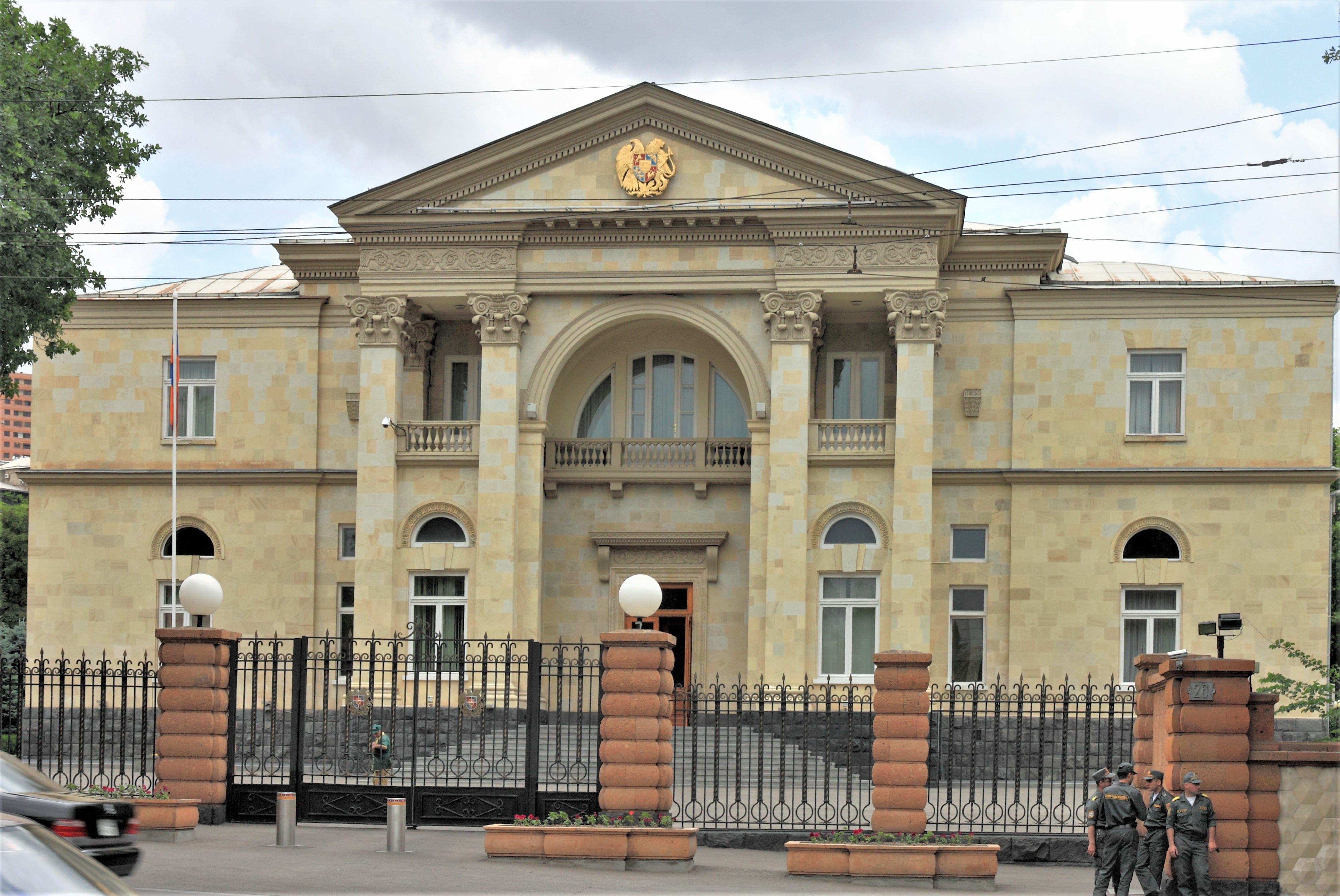
Premiärministerns residens
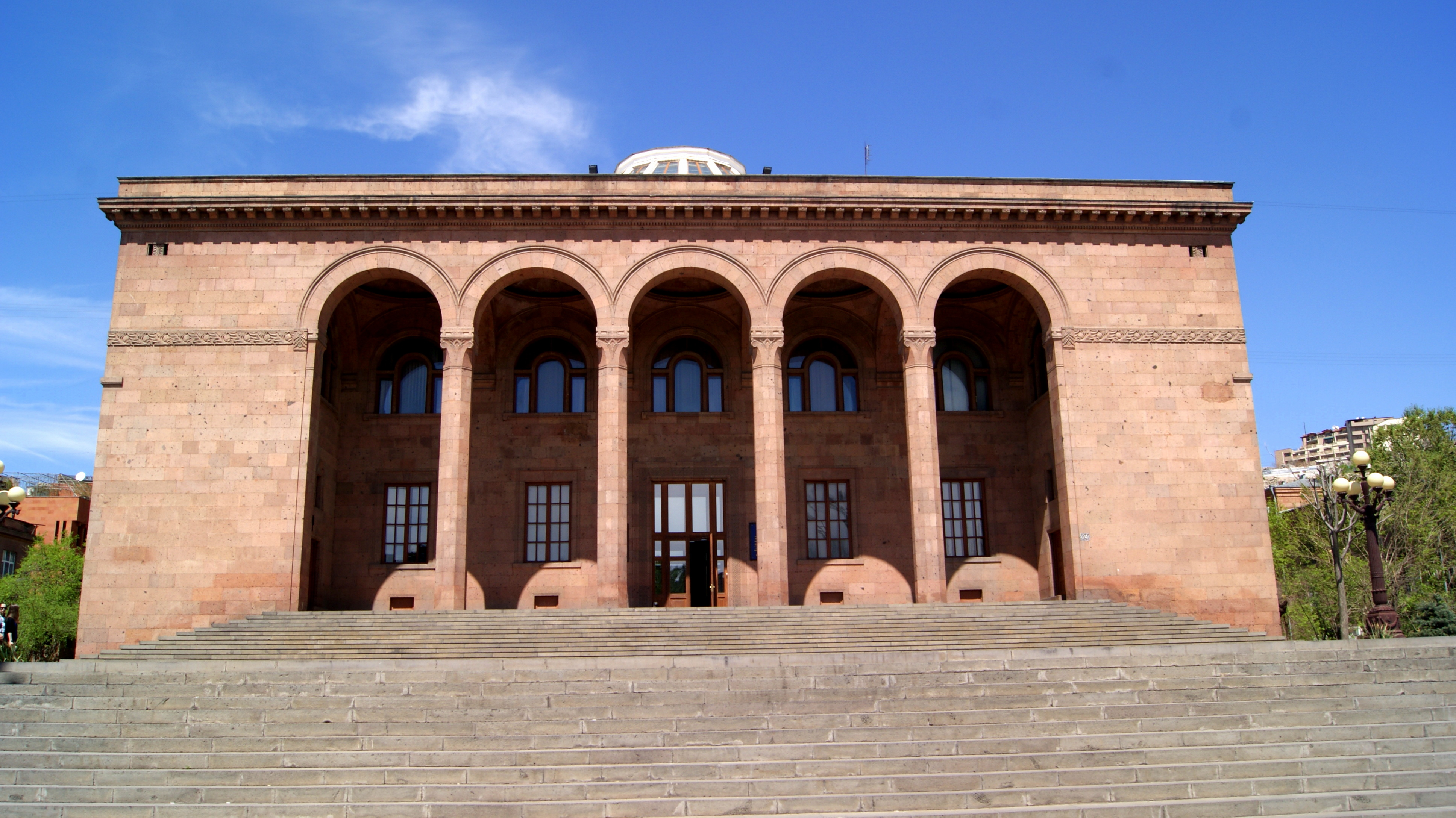
Armeniens vetenskapsakademi
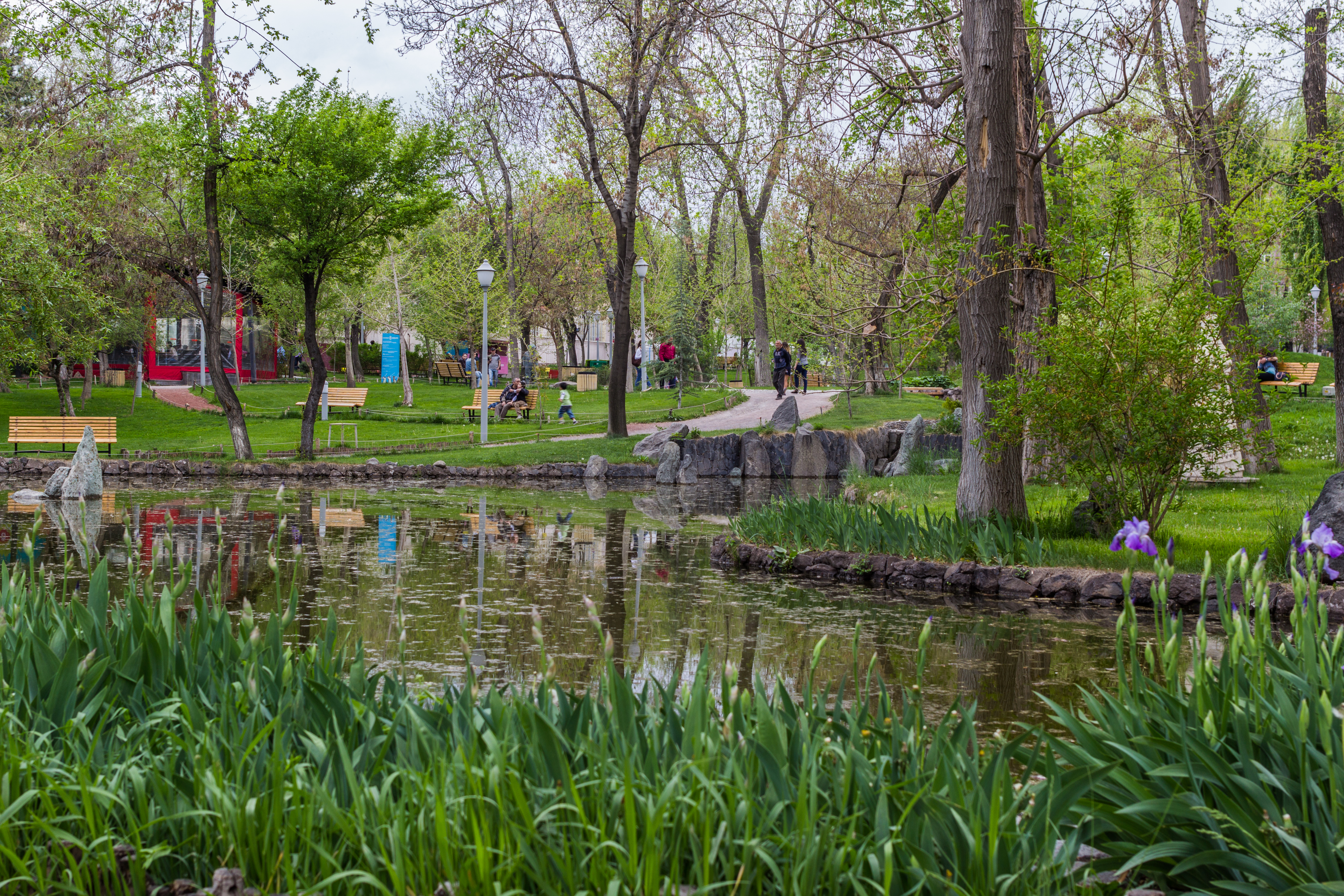
De förälskades park
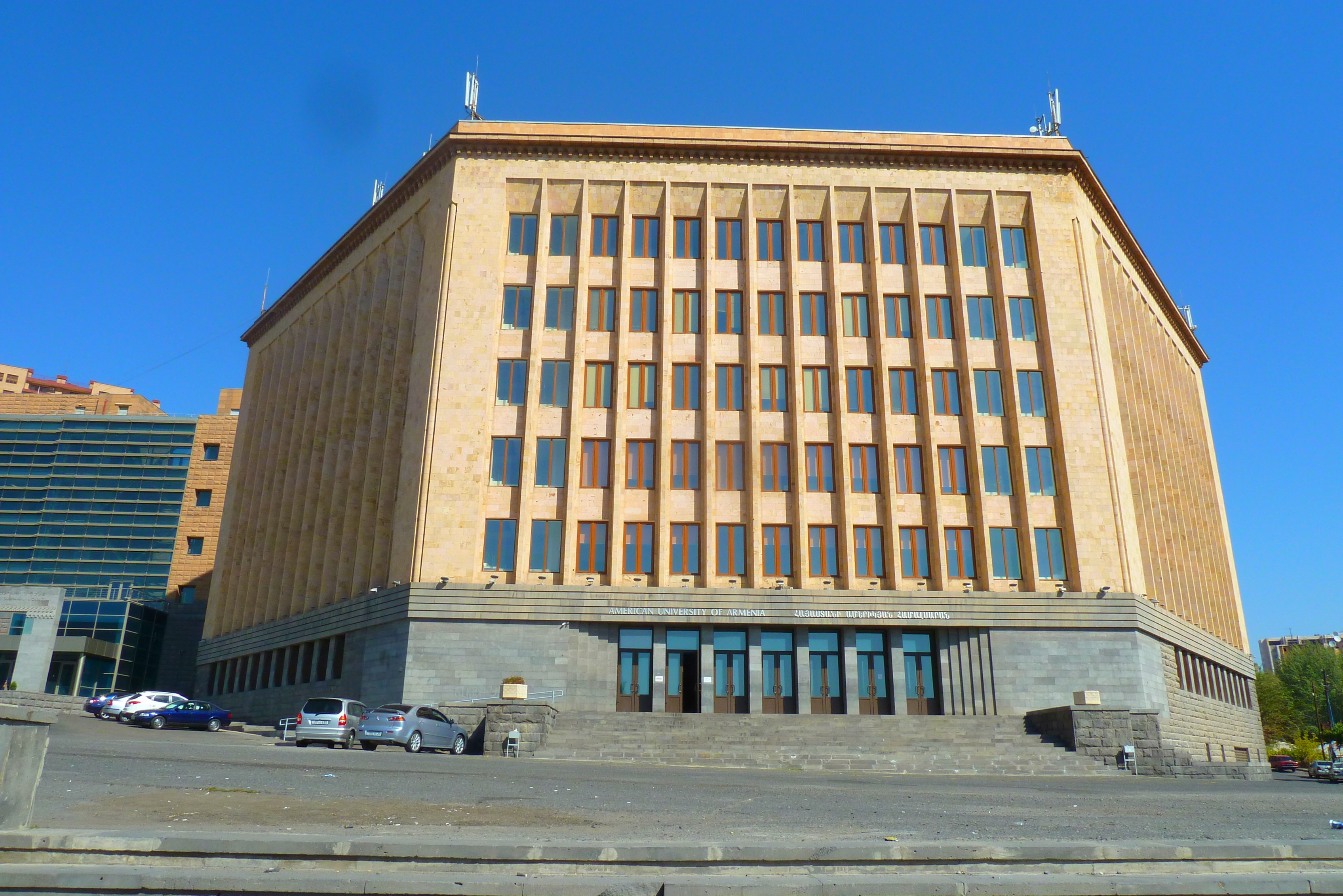
American University of Armenia